# Tephrosia polyphylla
Tephrosia polyphylla är en ärtväxtart som först beskrevs av Emilio Chiovenda, och fick sitt nu gällande namn av Jan Bevington Gillett. Tephrosia polyphylla ingår i släktet Tephrosia och familjen ärtväxter. Inga underarter finns listade i Catalogue of Life.